# Oranjewoud

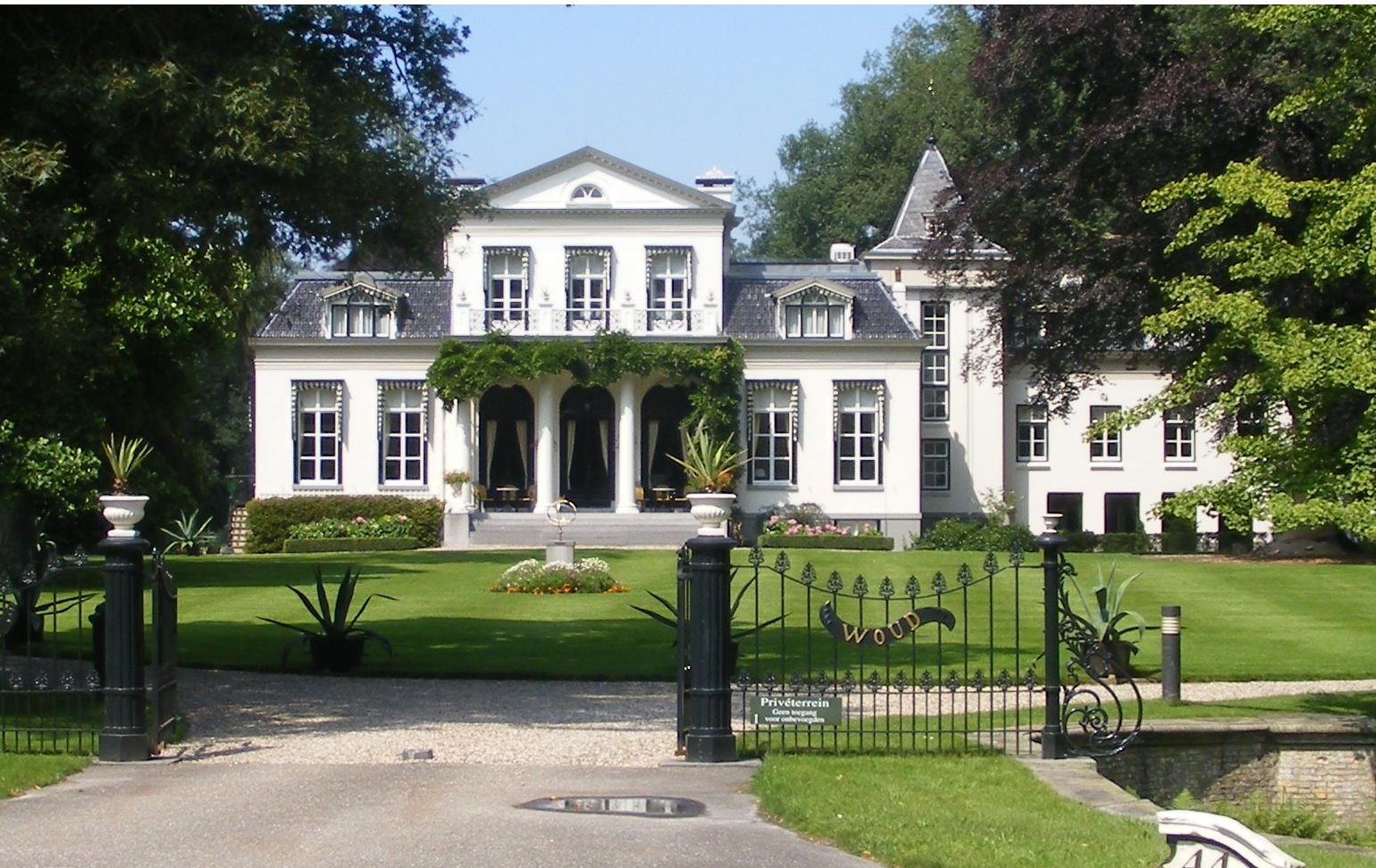
Huis Oranjewoud

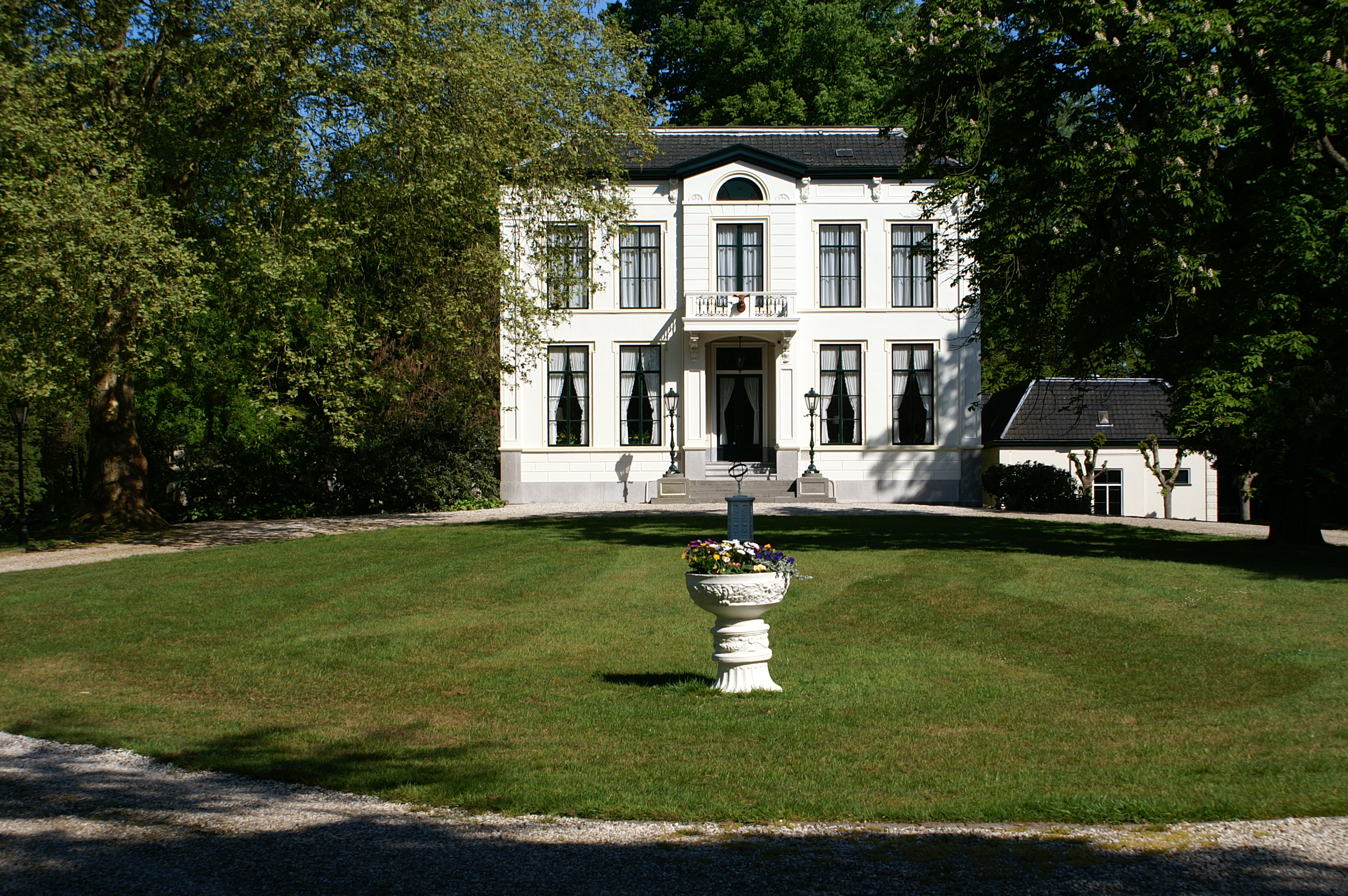
Oranjewoud: Klein Jagtlust

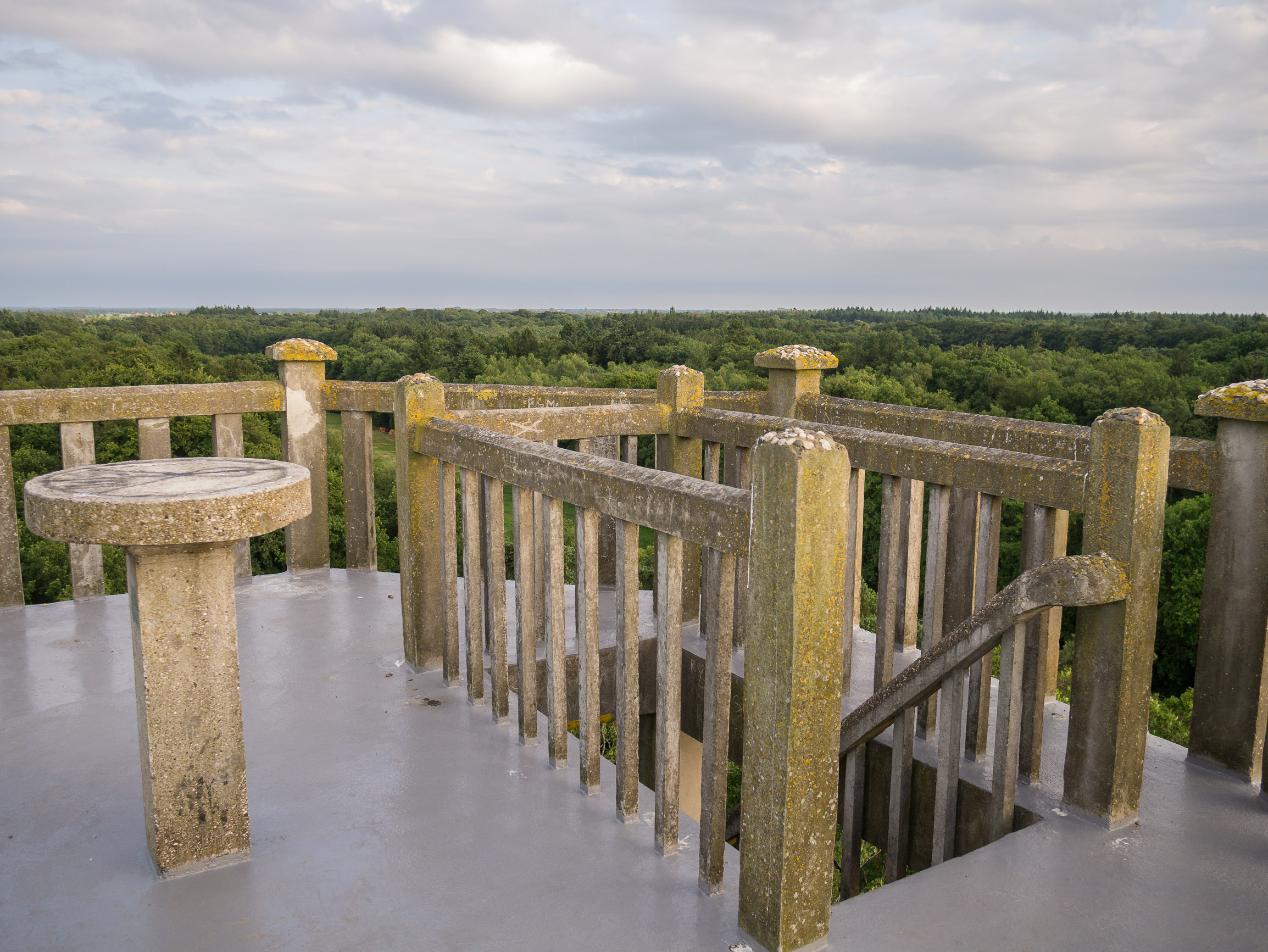
Il Belvedere di Oranjewoud

Oranjewoud (in frisone: Oranjewâld) è un villaggio (dorp) di circa 1 600 abitanti del nord-est dei Paesi Bassi, facente parte della provincia della Frisia e della municipalità di Heerenveen; precedentemente (fino al 1934) aveva fatto parte della municipalità di Schoterland.
La località è nota per la presenza di numerose tenute di campagna e come residenza estiva della famiglia d'Orange-Nassau.

## Geografia fisica
Oranjewoud si trova a pochi chilometri ad est/sud-est di Heerenveen.

## Origini del nome
Il toponimo Oranjewoud ricorda nella sua prima parte la presenza in loco della famiglia d'Orange (v. Storia).  La seconda parte del toponimo, woud, significa invece "bosco", "foresta".

## Storia
In origine l'area in cui si estende il villaggio di Oranjewoud si chiamava fino alla metà del XVII secolo Schoterwoud o  't Wold bij Oudeschoot.
Il villaggio sorse attorno ad una proprietà acquistata nel 1664 da Albertina Agnese, principessa d'Orange e vedova dello statolder frisone Guglielmo Federico di Nassau: la tenuta venne chiamata appunto Oranjewoud (v. anche "Monumenti e luoghi d'interesse").
In seguito, la località si sviluppò grazie alla creazione di altre tenute.

## Monumenti e luoghi d'interesse
Oranjewoud vanta 41 edifici classificati come rijksmonumenten e 13 edifici classificati come gemeentelijke monumenten.

### Architetture civili

#### Tenuta di Oranjewoud
Principale luogo d'interesse è la tenuta di Oranjewoud, creata a partire dal 1670 da Albertina Agnese d'Orange.
L'edificio principale della tenuta è Huis Oranjewoud, realizzata nella forma attuale tra il 1829 e il 1835 e progettata da vari architetti.

#### Oranjestein
Altra residenza di Oranjewoud è Oranjestein, realizzata negli anni venti del XIX secolo.

#### Klein Jagtlust
Altra residenza di Oranjewoud è Klein Jagtlust, progettata nel XIX secolo dall'architetto J.I. Douma.

#### Belvedere di Oranjewoud
Altro punto d'interesse di Oranjewoud è il Belvedere: realizzato nel 1924 su progetto di A.W. Tjaarda in cima alla cosiddetta "montagna di Brogerga", costituisce una delle più antiche opere in calcestruzzo armato della Frisia.

## Società

### Evoluzione demografica
Tra il 2013 e il 2019, la popolazione di Oranjewoud è oscillata tra i 1 580 e il 1 585 abitanti, in maggioranza (50,6%) di sesso maschile (dato del 1º gennaio 2019).
Al rilevamento del 1º gennaio 2019, la popolazione al di sotto dei 26 anni risultava pari a 435 unità (di cui 260 erano i bambini e i ragazzi al di sotto dei 16 anni), mentre la popolazione dai 65 anni in su era pari a 365 unità.
Gli immigrati rappresentano il 6,9% della popolazione di Oranjewoud.
Per quanto riguarda lo stato civile, risulta sposato il 48,3% degli abitanti di Oranjewoud.

## Cultura
Ogni anno, tra fine maggio ed inizio giugno, si svolge ad Oranjewoud l'Oranjewoud Festival, un festival musicale che raduna artisti famosi provenienti da ogni parte del mondo.

## Geografia antropica

### Suddivisioni amministrative
Buurtschappen
- Brongergea